# Franco Gentile
Franco Guillermo Gentile Rotondaro (Montevideo, Uruguay, 19 de febrero de 1997) es un futbolista  uruguayo. Juega como mediocentro organizador.

## Trayectoria
El 13 de septiembre del 2014 debutó como profesional en el primer equipo de Wanderers, el técnico Alfredo Arias lo hizo ingresar al minuto 75 para enfrentar a Racing, el partido terminó 3 a 2 en contra de los bohemios. Franco jugó su primer partido con 17 años y 206 días. Wanderers finalizó en la posición 12 del Torneo Apertura, Gentile estuvo presente en 2 oportunidades, además estuvo a la orden 6 veces sin ingresar.
Para el Torneo Clausura, fue convocado a un partido el 12 de abril de 2015, ingresó al minuto 49 por Gastón Rodríguez y empataron 1 a 1 contra Rentistas. En ese torneo Wanderers fue irregular y logró el lugar 11 de la tabla, pero Franco estuvo presente en un partido de 15 posibles.
Para la temporada 2015/16, no fue considerado por el nuevo técnico Gastón Machado, en el primer semestre y no tuvo minutos en el Torneo Apertura. Pero con la Tercera División del club, salieron campeones del Apertura.

## Selección nacional
El 16 de abril de 2015, fue citado por Alejandro Garay para defender a Uruguay sub-18 en el Torneo Internacional Sub-18 Suwon JS 2015 en Corea del Sur.
Debutó con la Celeste el 29 de abril utilizó el dorsal número 17, ingresó al minuto 68 por De La Cruz y se enfrentó a Corea del Sur pero perdieron 1 a 0. El siguiente encuentro fue contra Francia, Franco fue titular por primera vez y ganaron 2 a 0 con goles de Valverde. El último partido del cuadrangular fue contra Bélgica, Gentile jugó los 12 minutos finales pero perdieron 2 a 0. Los belgas finalizaron con 5 puntos y ganaron el torneo.
El 17 de junio fue convocado para viajar a Estados Unidos y defender nuevamente a Uruguay sub-18, en un torneo cuadrangular amistoso en Los Ángeles. El primer partido fue contra el anfitrión, Estados Unidos, Uruguay dominó todo el encuentro y ganaron 2 a 1. En el segundo cotejo, se enfrentaron a Tijuana sub-20, un equipo armado y con ventaja de edad, a pesar de eso empataron 1 a 1. El juego final, contra República Checa, fue un partido parejo en el que derrotaron 1 a 0 a los europeos y se coronaron campeones del cuadrangular. Franco fue titular en un partido, suplente en los dos restantes y utilizó el dorsal número 18.
El 1 de octubre fue convocado por Fabián Coito, para comenzar el proceso de la selección que disputará el Campeonato Sudamericano Sub-20 de 2017 en Ecuador.
Jugó contra la selección sub-17 de Rusia el 12 de octubre, en el Estadio Luis Franzini. Ingresó al minuto 82, utilizó el dorsal número 17 y ganaron por 2 goles a 1 luego de comenzar en desventaja.
| Detalles de partidos con la Sub-18 | Detalles de partidos con la Sub-18 | Detalles de partidos con la Sub-18 | Detalles de partidos con la Sub-18 | Detalles de partidos con la Sub-18 | Detalles de partidos con la Sub-18 | Detalles de partidos con la Sub-18 | Detalles de partidos con la Sub-18 | Detalles de partidos con la Sub-18 | Detalles de partidos con la Sub-18 |
| N°                                 | Rival                              | Resultado                          | Fecha                              | Lugar                              | Competencia                        | Goles                              | Asistencias                        | Ref.                               |                                    |
| ---------------------------------- | ---------------------------------- | ---------------------------------- | ---------------------------------- | ---------------------------------- | ---------------------------------- | ---------------------------------- | ---------------------------------- | ---------------------------------- | ---------------------------------- |
| 1                                  | Corea del Sur                      | 0:1 (0:0)                          | 29 de abril de 2015                | Suwon Corea del Sur                | Amistoso                           | -                                  | -                                  | 1                                  |                                    |
| 2                                  | Francia                            | 2:1 (0:0)                          | 1 de mayo de 2015                  | Suwon Corea del Sur                | Amistoso                           | -                                  | -                                  | 2                                  |                                    |
| 3                                  | Bélgica                            | 0:2 (0:0)                          | 3 de mayo de 2015                  | Suwon Corea del Sur                | Amistoso                           | -                                  | -                                  | 3                                  |                                    |
| 4                                  | Estados Unidos                     | 2:1 (1:0)                          | 11 de julio de 2015                | Carson Estados Unidos              | Amistoso                           | -                                  | -                                  | 4                                  |                                    |
| 5                                  | Tijuana                            | 1:1 (0:1)                          | 13 de julio de 2015                | Carson Estados Unidos              | Amistoso                           | -                                  | -                                  | 5                                  |                                    |
| 6                                  | República Checa                    | 1:0 (1:0)                          | 15 de julio de 2015                | Carson Estados Unidos              | Amistoso                           | -                                  | -                                  | 6                                  |                                    |
| 7                                  | Rusia                              | 2:1 (0:0)                          | 12 de octubre de 2015              | Montevideo · Uruguay               | Amistoso                           | -                                  | -                                  | 7                                  |                                    |

## Estadísticas

### Clubes
Actualizado al 14 de agosto de 2016.
| Club                | Div.          | Temporada     | Liga  | Liga  | Copas nacionales | Copas nacionales | Torneos internacionales | Torneos internacionales | Total | Total |
| Club                | Div.          | Temporada     | Part. | Goles | Part.            | Goles            | Part.                   | Goles                   | Part. | Goles |
| ------------------- | ------------- | ------------- | ----- | ----- | ---------------- | ---------------- | ----------------------- | ----------------------- | ----- | ----- |
| Wanderers · Uruguay | 1ª            | 2014/15       | 3     | 0     | -                | -                | 0                       | 0                       | 3     | 0     |
| Wanderers · Uruguay | 1ª            | 2016          | 0     | 0     | -                | -                | 0                       | 0                       | 0     | 0     |
| Wanderers · Uruguay | Total club    | Total club    | 3     | 0     | 0                | 0                | 0                       | 0                       | 3     | 0     |
| Total carrera       | Total carrera | Total carrera | 3     | 0     | 0                | 0                | 0                       | 0                       | 3     | 0     |

### Selecciones
Actualizado al 12 de octubre de 2015.
Último partido citado: Uruguay 2 - 1 Rusia
| Selección        | Temporada     | Continental | Continental | Mundial | Mundial | Amistosos | Amistosos | Total | Total |
| Selección        | Temporada     | Part.       | Goles       | Part.   | Goles   | Part.     | Goles     | Part. | Goles |
| ---------------- | ------------- | ----------- | ----------- | ------- | ------- | --------- | --------- | ----- | ----- |
| Sub-18 · Uruguay | 2014/15       | -           | -           | -       | -       | 6         | 0         | 6     | 0     |
| Sub-18 · Uruguay | 2015/16       | -           | -           | -       | -       | 1         | 0         | 1     | 0     |
| Sub-18 · Uruguay | Total sel.    | -           | -           | -       | -       | 7         | 0         | 7     | 0     |
| Total carrera    | Total carrera | -           | -           | -       | -       | 7         | 0         | 7     | 0     |

## Palmarés

### Títulos amistosos
| Competición                | Equipo         | País    | Año  |
| -------------------------- | -------------- | ------- | ---- |
| Cuadrangular internacional | Uruguay Sub-18 | Uruguay | 2015 |

### Otras distinciones
- Torneo Apertura de Tercera División: 2015